# Europsko prvenstvo u nogometu – Njemačka 2024.
██ zemlja se kvalificirala
██ zemlja se nije kvalificirala
██ zemlji je zabranjeno sudjelovanje
Europsko prvenstvo u nogometu 2024., obično nazivano UEFA Euro 2024. ili jednostavnije Euro 2024., 17. je izdanje UEFA-ina Europskog prvenstva. Prvenstvo je održano u deset gradova u Njemačkoj. Naslov prvaka osvojila je Španjolska dobivši Englesku 2:1 u finalu.

## Kandidati za domaćina
U ožujku 2017. godine, UEFA je objavila imena dviju zemalja koje su se natjecale za domaćinstvo prvenstva 2024. godine, a to su Njemačka i Turska. Glasovanje je bilo održano 27. rujna 2018. godine u Nyonu te je s 12 glasova domaćinstvo 2024. dobila Njemačka.
| ishod glasovanja | ishod glasovanja |
| država           | broj glasova     |
| ---------------- | ---------------- |
| Njemačka         | 12               |
| Turska           | 4                |
| sudržani         | 1                |
| ukupno           | 17               |

Izvršni odbor UEFA-e glasovao je za domaćina tajnim glasovanjem. Od dvadesetero članova Izvršnog odbora, dvojica nisu mogla glasovati, a jedan je bio odsutan, ostavljajući ukupno sedamnaestero članova koji su glasovali.

## Stadioni
Njemačka je imala širok izbor stadiona koji su zadovoljili minimalni zahtjev UEFA-e za kapacitet od 30 000 sjedećih mjesta za utakmice Europskog prvenstva. Gradovi domaćini su Berlin, Leipzig, Köln, München, Frankfurt na Majni, Dortmund, Hannover, Hamburg, Düsseldorf, Nürnberg, Stuttgart i Gelsenkirchen.
U gradu Neuruppinu smještena je hrvatska nogometna reprezentacija.
| Berlin                | München                                                                          | Dortmund                                                                         | Stuttgart         |
| --------------------- | -------------------------------------------------------------------------------- | -------------------------------------------------------------------------------- | ----------------- |
| Olympiastadion Berlin | Fußball Arena München                                                            | BVB Stadion Dortmund                                                             | Stuttgart Arena   |
| Kapacitet: 70 033     | Kapacitet: 66 026                                                                | Kapacitet: 61 524                                                                | Kapacitet: 50 998 |
|                       |                                                                                  |                                                                                  |                   |
| Gelsenkirchen         | BerlinMünchenDortmundGelsenkirchenStuttgartHamburgDüsseldorfKölnFrankfurtLeipzig | BerlinMünchenDortmundGelsenkirchenStuttgartHamburgDüsseldorfKölnFrankfurtLeipzig | Frankfurt         |
| Arena AufSchalke      | BerlinMünchenDortmundGelsenkirchenStuttgartHamburgDüsseldorfKölnFrankfurtLeipzig | BerlinMünchenDortmundGelsenkirchenStuttgartHamburgDüsseldorfKölnFrankfurtLeipzig | Frankfurt Arena   |
| Kapacitet: 49 471     | BerlinMünchenDortmundGelsenkirchenStuttgartHamburgDüsseldorfKölnFrankfurtLeipzig | BerlinMünchenDortmundGelsenkirchenStuttgartHamburgDüsseldorfKölnFrankfurtLeipzig | Kapacitet: 48 057 |
|                       | BerlinMünchenDortmundGelsenkirchenStuttgartHamburgDüsseldorfKölnFrankfurtLeipzig | BerlinMünchenDortmundGelsenkirchenStuttgartHamburgDüsseldorfKölnFrankfurtLeipzig |                   |
| Hamburg               | Düsseldorf                                                                       | Köln                                                                             | Leipzig           |
| Volksparkstadion      | Düsseldorf Arena                                                                 | RheinEnergieStadion                                                              | Red Bull Arena    |
| Kapacitet: 50 215     | Kapacitet: 46 264                                                                | Kapacitet: 46 922                                                                | Kapacitet: 46 635 |
|                       |                                                                                  |                                                                                  |                   |

## Kvalificirane momčadi
| momčad     | kvalificirani kao               | datum kvalifikacije | prijašnji nastupi na EP-ima                                                                    |
| ---------- | ------------------------------- | ------------------- | ---------------------------------------------------------------------------------------------- |
| Njemačka   | domaćin                         | 27. rujna 2018.     | 13 (1972., 1976., 1980., 1988., 1988., 1992., 1996., 2000., 2004., 2008., 2012., 2016., 2020.) |
| Belgija    | prvoplasirana momčad skupine F  | 13. listopada 2023. | 6 (1972., 1980., 1988., 2000., 2016., 2020.)                                                   |
| Francuska  | prvoplasirana momčad skupine B  | 13. listopada 2023. | 10 (1960., 1988., 1992., 1996., 2000., 2004., 2008., 2012., 2016., 2020.)                      |
| Portugal   | prvoplasirana momčad skupine J  | 13. listopada 2023. | 8 (1988., 1996., 2000., 2004., 2008., 2012., 2016., 2020.)                                     |
| Škotska    | drugoplasirana momčad skupine A | 15. listopada 2023. | 3 (1992., 1996., 2020.)                                                                        |
| Španjolska | prvoplasirana momčad skupine A  | 15. listopada 2023. | 11 (1964., 1980., 1988., 1988., 1996., 2000., 2004., 2008., 2012., 2016., 2020.)               |
| Turska     | prvoplasirana momčad skupine D  | 15. listopada 2023. | 5 (1996., 2000., 2008., 2016., 2020.)                                                          |
| Austrija   | drugoplasirana momčad skupine F | 16. listopada 2023. | 3 (2008., 2016., 2020.)                                                                        |
| Engleska   | prvoplasirana momčad skupine C  | 17. listopada 2023. | 10 (1968., 1980., 1988., 1992., 1996., 2000., 2004., 2012., 2016., 2020.)                      |
| Mađarska   | prvoplasirana momčad skupine G  | 16. studenoga 2023. | 4 (1964., 1972., 2016., 2020.)                                                                 |
| Slovačka   | drugoplasirana momčad skupine J | 16. studenoga 2023. | 5 (1960., 1976., 1980., 2016., 2020.)                                                          |
| Albanija   | prvoplasirana momčad skupine E  | 17. studenoga 2023. | 1 (2016.)                                                                                      |
| Danska     | prvoplasirana momčad skupine H  | 17. studenoga 2023. | 9 (1964., 1988., 1988., 1992., 1996., 2000., 2004., 2012., 2020.)                              |
| Nizozemska | drugoplasirana momčad skupine B | 18. studenoga 2023. | 10 (1976., 1980., 1988., 1992., 1996., 2000., 2004., 2008., 2012., 2020.)                      |
| Rumunjska  | prvoplasirana momčad skupine I  | 18. studenoga 2023. | 5 (1988., 1996., 2000., 2008., 2016.)                                                          |
| Švicarska  | drugoplasirana momčad skupine I | 18. studenoga 2023. | 5 (1996., 2004., 2008., 2016., 2020.)                                                          |
| Srbija     | drugoplasirana momčad skupine G | 19. studenoga 2023. | 5 (1960., 1968., 1976., 1988., 2000.)                                                          |
| Češka      | drugoplasirana momčad skupine E | 20. studenoga 2023. | 10 (1960., 1976., 1980., 1996., 2000., 2004., 2008., 2012., 2016., 2020.)                      |
| Italija    | drugoplasirana momčad skupine C | 20. studenoga 2023. | 10 (1968., 1980., 1988., 1996., 2000., 2004., 2008., 2012., 2016., 2020.)                      |
| Slovenija  | drugoplasirana momčad skupine H | 20. studenoga 2023. | 1 (2000.)                                                                                      |
| Hrvatska   | drugoplasirana momčad skupine D | 21. studenoga 2023. | 6 (1996., 2004., 2008., 2012., 2016., 2020.)                                                   |
| Gruzija    | pobjednik puta C doigravanja    | 26. ožujka 2024.    | 0 (prvi nastup)                                                                                |
| Ukrajina   | pobjednik puta B doigravanja    | 26. ožujka 2024.    | 3 (2012., 2016., 2020.)                                                                        |
| Poljska    | pobjednik puta A doigravanja    | 26. ožujka 2024.    | 4 (2008., 2012., 2016., 2020.)                                                                 |

1. ↑  Podebljan tekst označuje prvaka za tu godinu. Ukošen tekst označuje domaćina za tu godinu.
2. ↑  Od 1972. do 1988. Njemačka se natjecala kao Zapadna Njemačka.
3. 1 2  Od 1960. do 1980. Slovačka i Češka su se natjecale kao Čehoslovačka.[6]
4. ↑  Od 1960. do 1984. Srbija se natjecala kao Jugoslavija, a 2000. kao SR Jugoslavija.
5. ↑  SR Jugoslavija je trebala igrati 1992. (nakon što se kvalificirala kao Jugoslavija), no nakon što su je zabranili Ujedinjeni narodi u svim međunarodnim sportskim natjecanjima, zamijenila ju je Danska.

## Natjecanje po skupinama

### Skupina A
| pol. | momčad    | uta. | pob. | izj. | por. | poG | prG | GR | bod. | nastavak natjecanja     |
| ---- | --------- | ---- | ---- | ---- | ---- | --- | --- | -- | ---- | ----------------------- |
| 1.   | Njemačka  | 3    | 2    | 1    | 0    | 8   | 2   | +6 | 7    | Plasman u osminu finala |
| 2.   | Švicarska | 3    | 1    | 2    | 0    | 5   | 3   | +2 | 5    | Plasman u osminu finala |
| 3.   | Mađarska  | 3    | 1    | 0    | 2    | 2   | 5   | –3 | 3    |                         |
| 4.   | Škotska   | 3    | 0    | 1    | 2    | 2   | 7   | –5 | 1    |                         |

| 14. lipnja 2024. 21:00                                            |           |                  |                                                                      |
| Njemačka                                                          | 5:1       | Škotska          | Allianz Arena, München Broj gledatelja: 65.052 Sudac: Clément Turpin |
| Wirtz 10' Musiala 19' Havertz 45+1' (pen.) Füllkrug 68' Can 90+3' | izvještaj | Rüdiger 87' (a.) | Allianz Arena, München Broj gledatelja: 65.052 Sudac: Clément Turpin |

| 15. lipnja 2024. 15:00 |           |                                     |                                                                        |
| Mađarska               | 1:3       | Švicarska                           | RheinEnergieStadion, Köln Broj gledatelja: 41.676 Sudac: Slavko Vinčić |
| Varga 66'              | izvještaj | Duah 12' Aebischer 45' Embolo 90+3' | RheinEnergieStadion, Köln Broj gledatelja: 41.676 Sudac: Slavko Vinčić |

| 19. lipnja 2024. 18:00   |           |          |                                                                   |
| Njemačka                 | 2:0       | Mađarska | MHPArena, Stuttgart Broj gledatelja: 54.000 Sudac: Danny Makkelie |
| Musiala 22' Gündoğan 67' | izvještaj |          | MHPArena, Stuttgart Broj gledatelja: 54.000 Sudac: Danny Makkelie |

| 19. lipnja 2024. 21:00 |           |             |                                                                        |
| Škotska                | 1:1       | Švicarska   | RheinEnergieStadion, Köln Broj gledatelja: 42.711 Sudac: Ivan Kružliak |
| McTominay 13'          | izvještaj | Shaqiri 26' | RheinEnergieStadion, Köln Broj gledatelja: 42.711 Sudac: Ivan Kružliak |

| 23. lipnja 2024. 21:00 |           |                |                                                                      |
| Švicarska              | 1:1       | Njemačka       | Waldstadion, Frankfurt Broj gledatelja: 46.685 Sudac: Daniele Orsato |
| Ndoye 28'              | izvještaj | Füllkrug 90+2' | Waldstadion, Frankfurt Broj gledatelja: 46.685 Sudac: Daniele Orsato |

| 23. lipnja 2024. 21:00 |           |                |                                                                  |
| Škotska                | 0:1       | Mađarska       | MHPArena, Stuttgart Broj gledatelja: 54.000 Sudac: Facundo Tello |
|                        | izvještaj | Csoboth 90+10' | MHPArena, Stuttgart Broj gledatelja: 54.000 Sudac: Facundo Tello |

### Skupina B
| pol. | momčad     | uta. | pob. | izj. | por. | poG | prG | GR | bod. | nastavak natjecanja     |
| ---- | ---------- | ---- | ---- | ---- | ---- | --- | --- | -- | ---- | ----------------------- |
| 1.   | Španjolska | 3    | 3    | 0    | 0    | 5   | 0   | +5 | 9    | Plasman u osminu finala |
| 2.   | Italija    | 3    | 1    | 1    | 1    | 3   | 3   | 0  | 4    | Plasman u osminu finala |
| 3.   | Hrvatska   | 3    | 0    | 2    | 1    | 3   | 6   | –3 | 2    |                         |
| 4.   | Albanija   | 3    | 0    | 1    | 2    | 3   | 5   | –2 | 1    |                         |

| 15. lipnja 2024. 18:00             |           |          |                                                                      |
| Španjolska                         | 3:0       | Hrvatska | Olympiastadion, Berlin Broj gledatelja: 68.844 Sudac: Michael Oliver |
| Morata 29' Ruiz 32' Carvajal 45+2' | izvještaj |          | Olympiastadion, Berlin Broj gledatelja: 68.844 Sudac: Michael Oliver |

| 15. lipnja 2024. 21:00  |           |            |                                                                        |
| Italija                 | 2:1       | Albanija   | Westfalenstadion, Dortmund Broj gledatelja: 60.512 Sudac: Felix Zwayer |
| Bastoni 11' Barella 16' | izvještaj | Bajrami 1' | Westfalenstadion, Dortmund Broj gledatelja: 60.512 Sudac: Felix Zwayer |

| 19. lipnja 2024. 15:00        |           |                        |                                                                            |
| Hrvatska                      | 2:2       | Albanija               | Volksparkstadion, Hamburg Broj gledatelja: 46.784 Sudac: François Letexier |
| Kramarić 74' Gjasula 76' (a.) | izvještaj | Laçi 11' Gjasula 90+5' | Volksparkstadion, Hamburg Broj gledatelja: 46.784 Sudac: François Letexier |

| 20. lipnja 2024. 21:00 |           |         |                                                                              |
| Španjolska             | 1:0       | Italija | Arena AufSchalke, Gelsenkirchen Broj gledatelja: 49.528 Sudac: Slavko Vinčić |
| Calafiori 55' (a.)     | izvještaj |         | Arena AufSchalke, Gelsenkirchen Broj gledatelja: 49.528 Sudac: Slavko Vinčić |

| 24. lipnja 2024. 21:00 |           |            |                                                                            |
| Albanija               | 0:1       | Španjolska | Merkur Spiel-Arena, Düsseldorf Broj gledatelja: 46.586 Sudac: Glenn Nyberg |
|                        | izvještaj | Torres 13' | Merkur Spiel-Arena, Düsseldorf Broj gledatelja: 46.586 Sudac: Glenn Nyberg |

| 24. lipnja 2024. 21:00 |           |                |                                                                       |
| Hrvatska               | 1:1       | Italija        | Red Bull Arena, Leipzig Broj gledatelja: 38.322 Sudac: Danny Makkelie |
| Modrić 55'             | izvještaj | Zaccagni 90+8' | Red Bull Arena, Leipzig Broj gledatelja: 38.322 Sudac: Danny Makkelie |

### Skupina C
| pol. | momčad    | uta. | pob. | izj. | por. | poG | prG | GR | bod. | nastavak natjecanja     |
| ---- | --------- | ---- | ---- | ---- | ---- | --- | --- | -- | ---- | ----------------------- |
| 1.   | Engleska  | 3    | 1    | 2    | 0    | 2   | 1   | +1 | 5    | Plasman u osminu finala |
| 2.   | Danska    | 3    | 0    | 3    | 0    | 2   | 2   | 0  | 3    | Plasman u osminu finala |
| 3.   | Slovenija | 3    | 0    | 3    | 0    | 2   | 2   | 0  | 3    | Plasman u osminu finala |
| 4.   | Srbija    | 3    | 0    | 2    | 1    | 1   | 2   | –1 | 2    |                         |

| 16. lipnja 2024. 18:00 |           |             |                                                                   |
| Slovenija              | 1:1       | Danska      | MHPArena, Stuttgart Broj gledatelja: 54.000 Sudac: Sandro Schärer |
| Janža 77'              | izvještaj | Eriksen 17' | MHPArena, Stuttgart Broj gledatelja: 54.000 Sudac: Sandro Schärer |

| 16. lipnja 2024. 21:00 |           |                |                                                                               |
| Srbija                 | 0:1       | Engleska       | Arena AufSchalke, Gelsenkirchen Broj gledatelja: 48.953 Sudac: Daniele Orsato |
|                        | izvještaj | Bellingham 13' | Arena AufSchalke, Gelsenkirchen Broj gledatelja: 48.953 Sudac: Daniele Orsato |

| 20. lipnja 2024. 15:00 |           |             |                                                                     |
| Slovenija              | 1:1       | Srbija      | Allianz Arena, München Broj gledatelja: 63.028 Sudac: István Kovács |
| Karničnik 69'          | izvještaj | Jović 90+5' | Allianz Arena, München Broj gledatelja: 63.028 Sudac: István Kovács |

| 20. lipnja 2024. 18:00 |           |          |                                                                         |
| Danska                 | 1:1       | Engleska | Waldstadion, Frankfurt Broj gledatelja: 46.177 Sudac: Artur Soares Dias |
| Hjulmand 34'           | izvještaj | Kane 18' | Waldstadion, Frankfurt Broj gledatelja: 46.177 Sudac: Artur Soares Dias |

| 25. lipnja 2024. 21:00 |           |           |                                                                         |
| Engleska               | 0:0       | Slovenija | RheinEnergieStadion, Köln Broj gledatelja: 41.536 Sudac: Clément Turpin |
|                        | izvještaj |           | RheinEnergieStadion, Köln Broj gledatelja: 41.536 Sudac: Clément Turpin |

| 25. lipnja 2024. 21:00 |           |        |                                                                         |
| Danska                 | 0:0       | Srbija | Allianz Arena, München Broj gledatelja: 64.288 Sudac: François Letexier |
|                        | izvještaj |        | Allianz Arena, München Broj gledatelja: 64.288 Sudac: François Letexier |

### Skupina D
| pol. | momčad     | uta. | pob. | izj. | por. | poG | prG | GR | bod. | nastavak natjecanja     |
| ---- | ---------- | ---- | ---- | ---- | ---- | --- | --- | -- | ---- | ----------------------- |
| 1.   | Austrija   | 3    | 2    | 0    | 1    | 6   | 4   | +2 | 6    | Plasman u osminu finala |
| 2.   | Francuska  | 3    | 1    | 2    | 0    | 2   | 1   | +1 | 5    | Plasman u osminu finala |
| 3.   | Nizozemska | 3    | 1    | 1    | 1    | 4   | 4   | 0  | 4    | Plasman u osminu finala |
| 4.   | Poljska    | 3    | 0    | 1    | 2    | 3   | 6   | –3 | 1    |                         |

| 16. lipnja 2024. 15:00 |           |                        |                                                                            |
| Poljska                | 1:2       | Nizozemska             | Volksparkstadion, Hamburg Broj gledatelja: 48.117 Sudac: Artur Soares Dias |
| Buksa 16'              | izvještaj | Gakpo 29' Weghorst 83' | Volksparkstadion, Hamburg Broj gledatelja: 48.117 Sudac: Artur Soares Dias |

| 17. lipnja 2024. 21:00 |           |                |                                                                                 |
| Austrija               | 0:1       | Francuska      | Merkur Spiel-Arena, Düsseldorf Broj gledatelja: 46.425 Sudac: Jesús Gil Manzano |
|                        | izvještaj | Wöber 38' (a.) | Merkur Spiel-Arena, Düsseldorf Broj gledatelja: 46.425 Sudac: Jesús Gil Manzano |

| 21. lipnja 2024. 18:00 |           |                                                  |                                                                        |
| Poljska                | 1:3       | Austrija                                         | Olympiastadion, Berlin Broj gledatelja: 69.455 Sudac: Halil Umut Meler |
| Piątek 30'             | izvještaj | Trauner 9' Baumgartner 66' Arnautović 78' (pen.) | Olympiastadion, Berlin Broj gledatelja: 69.455 Sudac: Halil Umut Meler |

| 21. lipnja 2024. 21:00 |           |           |                                                                       |
| Nizozemska             | 0:0       | Francuska | Red Bull Arena, Leipzig Broj gledatelja: 38.531 Sudac: Anthony Taylor |
|                        | izvještaj |           | Red Bull Arena, Leipzig Broj gledatelja: 38.531 Sudac: Anthony Taylor |

| 25. lipnja 2024. 18:00 |           |                                       |                                                                     |
| Nizozemska             | 2:3       | Austrija                              | Olympiastadion, Berlin Broj gledatelja: 68.363 Sudac: Ivan Kružliak |
| Gakpo 47' Depay 75'    | izvještaj | Malen 6' (a.) Schmid 59' Sabitzer 80' | Olympiastadion, Berlin Broj gledatelja: 68.363 Sudac: Ivan Kružliak |

| 25. lipnja 2024. 18:00 |           |                        |                                                                       |
| Francuska              | 1:1       | Poljska                | Westfalenstadion, Dortmund Broj gledatelja: 59.728 Sudac: Marco Guida |
| Mbappé 56' (pen.)      | izvještaj | Lewandowski 79' (pen.) | Westfalenstadion, Dortmund Broj gledatelja: 59.728 Sudac: Marco Guida |

### Skupina E
| pol. | momčad    | uta. | pob. | izj. | por. | poG | prG | GR | bod. | nastavak natjecanja     |
| ---- | --------- | ---- | ---- | ---- | ---- | --- | --- | -- | ---- | ----------------------- |
| 1.   | Rumunjska | 3    | 1    | 1    | 1    | 4   | 3   | +1 | 4    | Plasman u osminu finala |
| 2.   | Belgija   | 3    | 1    | 1    | 1    | 2   | 1   | +1 | 4    | Plasman u osminu finala |
| 3.   | Slovačka  | 3    | 1    | 1    | 1    | 3   | 3   | 0  | 4    | Plasman u osminu finala |
| 4.   | Ukrajina  | 3    | 1    | 1    | 1    | 2   | 4   | –2 | 4    |                         |

| 17. lipnja 2024. 15:00              |           |          |                                                                    |
| Rumunjska                           | 3:0       | Ukrajina | Allianz Arena, München Broj gledatelja: 61.591 Sudac: Glenn Nyberg |
| Stanciu 29' R. Marin 53' Drăguș 57' | izvještaj |          | Allianz Arena, München Broj gledatelja: 61.591 Sudac: Glenn Nyberg |

| 17. lipnja 2024. 18:00 |           |            |                                                                        |
| Belgija                | 0:1       | Slovačka   | Waldstadion, Frankfurt Broj gledatelja: 45.181 Sudac: Halil Umut Meler |
|                        | izvještaj | Schranz 7' | Waldstadion, Frankfurt Broj gledatelja: 45.181 Sudac: Halil Umut Meler |

| 21. lipnja 2024. 15:00 |           |                            |                                                                              |
| Slovačka               | 1:2       | Ukrajina                   | Merkur Spiel-Arena, Düsseldorf Broj gledatelja: 43.910 Sudac: Michael Oliver |
| Schranz 17'            | izvještaj | Šaparenko 54' Jaremčuk 80' | Merkur Spiel-Arena, Düsseldorf Broj gledatelja: 43.910 Sudac: Michael Oliver |

| 22. lipnja 2024. 21:00     |           |           |                                                                           |
| Belgija                    | 2:0       | Rumunjska | RheinEnergieStadion, Köln Broj gledatelja: 42.535 Sudac: Szymon Marciniak |
| Tielemans 2' De Bruyne 80' | izvještaj |           | RheinEnergieStadion, Köln Broj gledatelja: 42.535 Sudac: Szymon Marciniak |

| 26. lipnja 2024. 18:00 |           |                     |                                                                      |
| Slovačka               | 1:1       | Rumunjska           | Waldstadion, Frankfurt Broj gledatelja: 45.033 Sudac: Daniel Siebert |
| Duda 24'               | izvještaj | R. Marin 37' (pen.) | Waldstadion, Frankfurt Broj gledatelja: 45.033 Sudac: Daniel Siebert |

| 26. lipnja 2024. 18:00 |           |         |                                                                   |
| Ukrajina               | 0:0       | Belgija | MHPArena, Stuttgart Broj gledatelja: 54.000 Sudac: Anthony Taylor |
|                        | izvještaj |         | MHPArena, Stuttgart Broj gledatelja: 54.000 Sudac: Anthony Taylor |

### Skupina F
| pol. | momčad   | uta. | pob. | izj. | por. | poG | prG | GR | bod. | nastavak natjecanja     |
| ---- | -------- | ---- | ---- | ---- | ---- | --- | --- | -- | ---- | ----------------------- |
| 1.   | Portugal | 3    | 2    | 0    | 1    | 5   | 3   | +2 | 6    | Plasman u osminu finala |
| 2.   | Turska   | 3    | 2    | 0    | 1    | 5   | 5   | 0  | 6    | Plasman u osminu finala |
| 3.   | Gruzija  | 3    | 1    | 1    | 1    | 4   | 4   | 0  | 4    | Plasman u osminu finala |
| 4.   | Češka    | 3    | 0    | 1    | 2    | 3   | 5   | –2 | 1    |                         |

| 18. lipnja 2024. 18:00                |           |                |                                                                         |
| Turska                                | 3:1       | Gruzija        | Westfalenstadion, Dortmund Broj gledatelja: 59.127 Sudac: Facundo Tello |
| Müldür 25' Güler 65' Aktürkoğlu 90+7' | izvještaj | Mikautadze 32' | Westfalenstadion, Dortmund Broj gledatelja: 59.127 Sudac: Facundo Tello |

| 18. lipnja 2024. 21:00          |           |            |                                                                    |
| Portugal                        | 2:1       | Češka      | Red Bull Arena, Leipzig Broj gledatelja: 38.421 Sudac: Marco Guida |
| Hranáč 69' (a.) Conceição 90+2' | izvještaj | Provod 62' | Red Bull Arena, Leipzig Broj gledatelja: 38.421 Sudac: Marco Guida |

| 22. lipnja 2024. 15:00  |           |            |                                                                         |
| Gruzija                 | 1:1       | Češka      | Volksparkstadion, Hamburg Broj gledatelja: 46.524 Sudac: Daniel Siebert |
| Mikautadze 45+4' (pen.) | izvještaj | Schick 59' | Volksparkstadion, Hamburg Broj gledatelja: 46.524 Sudac: Daniel Siebert |

| 22. lipnja 2024. 18:00 |           |                                             |                                                                        |
| Turska                 | 0:3       | Portugal                                    | Westfalenstadion, Dortmund Broj gledatelja: 61.047 Sudac: Felix Zwayer |
|                        | izvještaj | B. Silva 21' Akaydin 28' (a.) Fernandes 56' | Westfalenstadion, Dortmund Broj gledatelja: 61.047 Sudac: Felix Zwayer |

| 26. lipnja 2024. 21:00                |           |          |                                                                               |
| Gruzija                               | 2:0       | Portugal | Arena AufSchalke, Gelsenkirchen Broj gledatelja: 49.616 Sudac: Sandro Schärer |
| Kvarachelija 2' Mikautadze 57' (pen.) | izvještaj |          | Arena AufSchalke, Gelsenkirchen Broj gledatelja: 49.616 Sudac: Sandro Schärer |

| 26. lipnja 2024. 21:00 |           |                            |                                                                        |
| Češka                  | 1:2       | Turska                     | Volksparkstadion, Hamburg Broj gledatelja: 47.683 Sudac: István Kovács |
| Souček 66'             | izvještaj | Çalhanoğlu 51' Tosun 90+4' | Volksparkstadion, Hamburg Broj gledatelja: 47.683 Sudac: István Kovács |

### Poredak trećeplasiranih momčadi
| pol. | sk. | momčad     | uta. | pob. | izj. | por. | poG | prG | GR | bod. | nastavak natjecanja     |
| ---- | --- | ---------- | ---- | ---- | ---- | ---- | --- | --- | -- | ---- | ----------------------- |
| 1.   | D   | Nizozemska | 3    | 1    | 1    | 1    | 4   | 4   | 0  | 4    | plasman u osminu finala |
| 2.   | F   | Gruzija    | 3    | 1    | 1    | 1    | 4   | 4   | 0  | 4    | plasman u osminu finala |
| 3.   | E   | Slovačka   | 3    | 1    | 1    | 1    | 3   | 3   | 0  | 4    | plasman u osminu finala |
| 4.   | C   | Slovenija  | 3    | 0    | 3    | 0    | 2   | 2   | 0  | 3    | plasman u osminu finala |
| 5.   | A   | Mađarska   | 3    | 1    | 0    | 2    | 2   | 5   | –3 | 3    |                         |
| 6.   | B   | Hrvatska   | 3    | 0    | 2    | 1    | 3   | 6   | –3 | 2    |                         |

## Drugi dio prvenstva
U drugom dijelu prvenstva prolaze svi prvoplasirani i drugoplasirani iz grupa, te 4 najbolje trećeplasirane reprezentacije.
|  | Osmina finala              | Osmina finala          |                       |       | Četvrtfinale | Četvrtfinale |  |  | Polufinale | Polufinale |  |  | Finale | Finale |
|  |                            |                        |                       |       |              |              |  |  |            |            |  |  |        |        |
|  | 30. lipnja – Köln          |                        |                       |       |              |              |  |  |            |            |  |  |        |        |
|  |                            |                        |                       |       |              |              |  |  |            |            |  |  |        |        |
|  | Španjolska                 | 4                      |                       |       |              |              |  |  |            |            |  |  |        |        |
|  | Španjolska                 | 4                      | 5. srpnja – Stuttgart |       |              |              |  |  |            |            |  |  |        |        |
|  | Gruzija                    | 1                      |                       |       |              |              |  |  |            |            |  |  |        |        |
|  | Gruzija                    | 1                      | Španjolska (pr.)      | 2     |              |              |  |  |            |            |  |  |        |        |
|  | 29. lipnja – Dortmund      |                        | Španjolska (pr.)      | 2     |              |              |  |  |            |            |  |  |        |        |
|  |                            | Njemačka               | 1                     |       |              |              |  |  |            |            |  |  |        |        |
|  | Njemačka                   | Njemačka               | 1                     | 2     |              |              |  |  |            |            |  |  |        |        |
|  | Njemačka                   |                        | 9. srpnja – München   | 2     |              |              |  |  |            |            |  |  |        |        |
|  | Danska                     | 0                      |                       |       |              |              |  |  |            |            |  |  |        |        |
|  | Danska                     | 0                      | Španjolska            | 2     |              |              |  |  |            |            |  |  |        |        |
|  | 1. srpnja – Frankfurt      |                        | Španjolska            | 2     |              |              |  |  |            |            |  |  |        |        |
|  |                            | Francuska              | 1                     |       |              |              |  |  |            |            |  |  |        |        |
|  | Portugal (pen.)            | Francuska              | 1                     | 0 (3) |              |              |  |  |            |            |  |  |        |        |
|  | Portugal (pen.)            | 5. srpnja – Hamburg    |                       | 0 (3) |              |              |  |  |            |            |  |  |        |        |
|  | Slovenija                  | 0 (0)                  |                       |       |              |              |  |  |            |            |  |  |        |        |
|  | Slovenija                  | 0 (0)                  | Portugal              | 0 (3) |              |              |  |  |            |            |  |  |        |        |
|  | 1. srpnja – Düsseldorf     |                        | Portugal              | 0 (3) |              |              |  |  |            |            |  |  |        |        |
|  |                            | Francuska (pen.)       | 0 (5)                 |       |              |              |  |  |            |            |  |  |        |        |
|  | Francuska                  | Francuska (pen.)       | 0 (5)                 | 1     |              |              |  |  |            |            |  |  |        |        |
|  | Francuska                  |                        | 14. srpnja – Berlin   | 1     |              |              |  |  |            |            |  |  |        |        |
|  | Belgija                    | 0                      |                       |       |              |              |  |  |            |            |  |  |        |        |
|  | Belgija                    | 0                      | Španjolska            | 2     |              |              |  |  |            |            |  |  |        |        |
|  | 2. srpnja – München        |                        | Španjolska            | 2     |              |              |  |  |            |            |  |  |        |        |
|  |                            | Engleska               | 1                     |       |              |              |  |  |            |            |  |  |        |        |
|  | Rumunjska                  | Engleska               | 1                     | 0     |              |              |  |  |            |            |  |  |        |        |
|  | Rumunjska                  | 6. srpnja – Berlin     |                       | 0     |              |              |  |  |            |            |  |  |        |        |
|  | Nizozemska                 | 3                      |                       |       |              |              |  |  |            |            |  |  |        |        |
|  | Nizozemska                 | 3                      | Nizozemska            | 2     |              |              |  |  |            |            |  |  |        |        |
|  | 2. srpnja – Leipzig        |                        | Nizozemska            | 2     |              |              |  |  |            |            |  |  |        |        |
|  |                            | Turska                 | 1                     |       |              |              |  |  |            |            |  |  |        |        |
|  | Austrija                   | Turska                 | 1                     | 1     |              |              |  |  |            |            |  |  |        |        |
|  | Austrija                   |                        | 10. srpnja – Dortmund | 1     |              |              |  |  |            |            |  |  |        |        |
|  | Turska                     | 2                      |                       |       |              |              |  |  |            |            |  |  |        |        |
|  | Turska                     | 2                      | Nizozemska            | 1     |              |              |  |  |            |            |  |  |        |        |
|  | 30. lipnja – Gelsenkirchen |                        | Nizozemska            | 1     |              |              |  |  |            |            |  |  |        |        |
|  |                            | Engleska               | 2                     |       |              |              |  |  |            |            |  |  |        |        |
|  | Engleska (pr.)             | Engleska               | 2                     | 2     |              |              |  |  |            |            |  |  |        |        |
|  | Engleska (pr.)             | 6. srpnja – Düsseldorf |                       | 2     |              |              |  |  |            |            |  |  |        |        |
|  | Slovačka                   | 1                      |                       |       |              |              |  |  |            |            |  |  |        |        |
|  | Slovačka                   | 1                      | Engleska (pen.)       | 1 (5) |              |              |  |  |            |            |  |  |        |        |
|  | 29. lipnja – Berlin        |                        | Engleska (pen.)       | 1 (5) |              |              |  |  |            |            |  |  |        |        |
|  |                            | Švicarska              | 1 (3)                 |       |              |              |  |  |            |            |  |  |        |        |
|  | Švicarska                  | Švicarska              | 1 (3)                 | 2     |              |              |  |  |            |            |  |  |        |        |
|  | Švicarska                  |                        |                       | 2     |              |              |  |  |            |            |  |  |        |        |
|  | Italija                    | 0                      |                       |       |              |              |  |  |            |            |  |  |        |        |
|  | Italija                    | 0                      |                       |       |              |              |  |  |            |            |  |  |        |        |

### Osmina finala
| 29. lipnja 2024. 18:00 |           |         |                                                                        |
| Švicarska              | 2:0       | Italija | Olympiastadion, Berlin Broj gledatelja: 68.172 Sudac: Szymon Marciniak |
| Freuler 37' Vargas 46' | izvještaj |         | Olympiastadion, Berlin Broj gledatelja: 68.172 Sudac: Szymon Marciniak |

| 29. lipnja 2024. 21:00         |           |        |                                                                          |
| Njemačka                       | 2:0       | Danska | Westfalenstadion, Dortmund Broj gledatelja: 61.612 Sudac: Michael Oliver |
| Havertz 53' (pen.) Musiala 68' | izvještaj |        | Westfalenstadion, Dortmund Broj gledatelja: 61.612 Sudac: Michael Oliver |

| 30. lipnja 2024. 18:00    |           |             |                                                                                 |
| Engleska                  | 2:1 (pr.) | Slovačka    | Arena AufSchalke, Gelsenkirchen Broj gledatelja: 47.244 Sudac: Halil Umut Meler |
| Bellingham 90+5' Kane 91' | izvještaj | Schranz 25' | Arena AufSchalke, Gelsenkirchen Broj gledatelja: 47.244 Sudac: Halil Umut Meler |

| 30. lipnja 2024. 21:00                   |           |                     |                                                                            |
| Španjolska                               | 4:1       | Gruzija             | RheinEnergieStadion, Köln Broj gledatelja: 42.233 Sudac: François Letexier |
| Rodri 39' Ruiz 51' Williams 75' Olmo 83' | izvještaj | Le Normand 18' (a.) | RheinEnergieStadion, Köln Broj gledatelja: 42.233 Sudac: François Letexier |

| 1. srpnja 2024. 18:00 |           |         |                                                                            |
| Francuska             | 1:0       | Belgija | Merkur Spiel-Arena, Düsseldorf Broj gledatelja: 46.810 Sudac: Glenn Nyberg |
| Vertonghen 85' (a.)   | izvještaj |         | Merkur Spiel-Arena, Düsseldorf Broj gledatelja: 46.810 Sudac: Glenn Nyberg |

| 1. srpnja 2024. 21:00 |           |           |                                                                      |
| Portugal              | 0:0 (pr.) | Slovenija | Waldstadion, Frankfurt Broj gledatelja: 46.576 Sudac: Daniele Orsato |
|                       | izvještaj |           | Waldstadion, Frankfurt Broj gledatelja: 46.576 Sudac: Daniele Orsato |

|                            |     | jedanaesterci          |  |  |
| Ronaldo Fernandes B. Silva | 3:0 | Iličić Balkovec Verbič |  |  |
|                            |     |                        |  |  |

| 2. srpnja 2024. 18:00 |           |                            |                                                                    |
| Rumunjska             | 0:3       | Nizozemska                 | Allianz Arena, München Broj gledatelja: 65.012 Sudac: Felix Zwayer |
|                       | izvještaj | Gakpo 20' Malen 83', 90+3' | Allianz Arena, München Broj gledatelja: 65.012 Sudac: Felix Zwayer |

| 2. srpnja 2024. 21:00 |           |                 |                                                                          |
| Austrija              | 1:2       | Turska          | Red Bull Arena, Leipzig Broj gledatelja: 38.305 Sudac: Artur Soares Dias |
| Gregoritsch 66'       | izvještaj | Demiral 1', 59' | Red Bull Arena, Leipzig Broj gledatelja: 38.305 Sudac: Artur Soares Dias |

### Četvrtfinale
| 5. srpnja 2024. 18:00 |           |           |                                                                   |
| Španjolska            | 2:1 (pr.) | Njemačka  | MHPArena, Stuttgart Broj gledatelja: 54.000 Sudac: Anthony Taylor |
| Olmo 51' Merino 119'  | izvještaj | Wirtz 89' | MHPArena, Stuttgart Broj gledatelja: 54.000 Sudac: Anthony Taylor |

| 5. srpnja 2024. 21:00 |           |           |                                                                         |
| Portugal              | 0:0 (pr.) | Francuska | Volksparkstadion, Hamburg Broj gledatelja: 47.789 Sudac: Michael Oliver |
|                       | izvještaj |           | Volksparkstadion, Hamburg Broj gledatelja: 47.789 Sudac: Michael Oliver |

|                               |     | jedanaesterci                           |  |  |
| Ronaldo B. Silva Félix Mendes | 3:5 | Dembélé Fofana Koundé Barcola Hernandez |  |  |
|                               |     |                                         |  |  |

| 6. srpnja 2024. 18:00 |           |            |                                                                              |
| Engleska              | 1:1 (pr.) | Švicarska  | Merkur Spiel-Arena, Düsseldorf Broj gledatelja: 46.907 Sudac: Daniele Orsato |
| Saka 80'              | izvještaj | Embolo 75' | Merkur Spiel-Arena, Düsseldorf Broj gledatelja: 46.907 Sudac: Daniele Orsato |

|                                               |     | jedanaesterci                |  |  |
| Palmer Bellingham Saka Toney Alexander-Arnold | 5:3 | Akanji Schär Shaqiri Amdouni |  |  |
|                                               |     |                              |  |  |

| 6. srpnja 2024. 21:00       |           |             |                                                                      |
| Nizozemska                  | 2:1       | Turska      | Olympiastadion, Berlin Broj gledatelja: 70.091 Sudac: Clément Turpin |
| De Vrij 70' Müldür 76' (a.) | izvještaj | Akaydin 35' | Olympiastadion, Berlin Broj gledatelja: 70.091 Sudac: Clément Turpin |

### Polufinale
| 9. srpnja 2024. 21:00 |           |               |                                                                     |
| Španjolska            | 2:1       | Francuska     | Allianz Arena, München Broj gledatelja: 62.042 Sudac: Slavko Vinčić |
| Yamal 21' Olmo 25'    | izvještaj | Kolo Muani 9' | Allianz Arena, München Broj gledatelja: 62.042 Sudac: Slavko Vinčić |

| 10. srpnja 2024. 21:00 |           |                             |                                                                        |
| Nizozemska             | 1:2       | Engleska                    | Westfalenstadion, Dortmund Broj gledatelja: 60.926 Sudac: Felix Zwayer |
| Simons 7'              | izvještaj | Kane 18' (pen.) Watkins 90' | Westfalenstadion, Dortmund Broj gledatelja: 60.926 Sudac: Felix Zwayer |

### Finale
| 14. srpnja 2024. 21:00     |           |            |                                                                         |
| Španjolska                 | 2:1       | Engleska   | Olympiastadion, Berlin Broj gledatelja: 65.600 Sudac: François Letexier |
| Williams 47' Oyarzabal 86' | izvještaj | Palmer 73' | Olympiastadion, Berlin Broj gledatelja: 65.600 Sudac: François Letexier |

## Statistika

### Strijelci
Zabijeno je 117 golova u 51 utakmici. Prosječan broj golova po utakmici iznosio je 2,29.
3 gola:
- Harry Kane
- Georges Mikautadze
- Cody Gakpo
- Jamal Musiala
- Ivan Schranz
- Dani Olmo

2 gola:
- Jude Bellingham
- Donyell Malen
- Niclas Füllkrug
- Kai Havertz
- Florian Wirtz
- Răzvan Marin
- Fabián Ruiz
- Nico Williams
- Breel Embolo
- Merih Demiral

1 gol:
- Nedim Bajrami
- Klaus Gjasula
- Qazim Laçi
- Marko Arnautović
- Christoph Baumgartner
- Michael Gregoritsch
- Marcel Sabitzer
- Romano Schmid
- Gernot Trauner
- Kevin De Bruyne
- Youri Tielemans
- Lukáš Provod
- Patrik Schick
- Tomáš Souček
- Christian Eriksen
- Morten Hjulmand
- Cole Palmer
- Bukayo Saka
- Ollie Watkins
- Randal Kolo Muani
- Kylian Mbappé
- Hviča Kvarachelija
- Andrej Kramarić
- Luka Modrić
- Nicolò Barella
- Alessandro Bastoni
- Mattia Zaccagni
- Kevin Csoboth
- Barnabás Varga
- Memphis Depay
- Stefan de Vrij
- Xavi Simons
- Wout Weghorst
- Emre Can
- İlkay Gündoğan
- Adam Buksa
- Robert Lewandowski
- Krzysztof Piątek
- Francisco Conceição
- Bruno Fernandes
- Bernardo Silva
- Denis Drăguș
- Nicolae Stanciu
- Ondrej Duda
- Erik Janža
- Žan Karničnik
- Luka Jović
- Scott McTominay
- Dani Carvajal
- Mikel Merino
- Álvaro Morata
- Mikel Oyarzabal
- Rodri
- Ferran Torres
- Lamine Yamal
- Michel Aebischer
- Kwadwo Duah
- Remo Freuler
- Dan Ndoye
- Xherdan Shaqiri
- Ruben Vargas
- Samet Akaydin
- Kerem Aktürkoğlu
- Arda Güler
- Hakan Çalhanoğlu
- Mert Müldür
- Cenk Tosun
- Roman Jaremčuk
- Mykola Šaparenko

1 autogol:
- Klaus Gjasula (protiv Hrvatske)
- Maximilian Wöber (protiv Francuske)
- Jan Vertonghen (protiv Francuske)
- Robin Hranáč (protiv Portugala)
- Riccardo Calafiori (protiv Španjolske)
- Donyell Malen (protiv Austrije)
- Antonio Rüdiger (protiv Škotske)
- Robin Le Normand  (protiv Gruzije)
- Samet Akaydin (protiv Portugala)
- Mert Müldür (protiv Nizozemske)

### Nagrade
- Najbolji igrač:  Rodri[59]
- Najbolji mladi igrač:  Lamine Yamal[60]
- Najbolji gol:  Lamine Yamal (protiv Francuske)[61]

### Momčad natjecanja
UEFA-in tehnički tim sastavio je momčad koju čine 11 najboljih igrača natjecanja.
| Golman       | Braniči                                                 | Vezni igrači                | Napadači                                 |
| ------------ | ------------------------------------------------------- | --------------------------- | ---------------------------------------- |
| Mike Maignan | Kyle Walker Manuel Akanji William Saliba Marc Cucurella | Dani Olmo Rodri Fabián Ruiz | Lamine Yamal Jamal Musiala Nico Williams |

## Vanjske poveznice
- Službena mrežna stranica pri UEFA-i